# Sidadi Julu
Sidadi Julu is een bestuurslaag in het regentschap Tapanuli Selatan van de provincie Noord-Sumatra, Indonesië. Sidadi Julu telt 813 inwoners (volkstelling 2010).